# 照度
照度（illuminance）是每單位面積所接收到的光通量；可理解为：单位面积内获得多少光。
照度的SI制單位是勒克斯（lx=lux）或辐透（ph=phot），1勒克斯=1流明/平方米，1 辐透 = 1流明/平方厘米，1 辐透 = 10000勒克斯。
居家的一般照度建議在300 ~ 500勒克斯之間 。

## 数值大小
照度的大小取決於光源的發光強度，及被照體和光源之間的距離。對於同樣光源而言，當光源的距離為原先的兩倍時，照度減為原先的四分之一，呈平方反比关系。
一些日常的代表性照度：
| 环境        | 照度（lux） |
| ----------- | ----------- |
| 烈日        | 100,000     |
| 陰天        | 500~6,000   |
| 繪圖        | 600         |
| 閱讀        | 500         |
| 夜間棒球場  | 400         |
| 辦公室/教室 | 300         |
| 路燈        | 5           |
| 滿月        | 0.2         |
| 星光        | 0.0003      |

## 相关
照度是照射在某一单位面积表面上的入射光的总量；而亮度是指从某一单位面积表面上反射到人眼中的反射光总量。